# Internationale Friedensfahrt 1993
Die 46. Internationale Friedensfahrt (Course de la paix) war ein Straßenradrennen, das vom 7. bis 16. Mai 1993 ausgetragen wurde.
Die 46. Auflage der Internationalen Friedensfahrt bestand aus 9 Einzeletappen und führte auf einer Gesamtlänge von 1342 km von Tábor nach Nový Bor. Mannschaftssieger war die Tschechische Republik A. Der beste Bergfahrer war Jaroslav Bílek aus der Tschechischen Republik A.
Der Tscheche Pavel Doležel kaufte die Rechte an der Friedensfahrt und finanzierte mit einem Konsortium deren Fortbestehen.
Insgesamt waren 95 Fahrer aus 16 Nationen am Start.
Die deutsche Nationalmannschaft startete mit Steffen Rein, Frank Augustin, Jochen Tiffe, Heiko Latocha, Alexander Kastenhuber und Steffen Uslar. 
Russland stellte nur fünf Fahrer.
Teilnehmende Nationen waren:
| Polen Schweiz Bulgarien Tschechien A | Niederlande Slowakei Moldau Russland | Estland Deutschland Ukraine Frankreich | Litauen Österreich Belarus Tschechien B |

## Details
| Ergebnis | Ergebnis        | Ergebnis      | Ergebnis     | Ergebnis |
| -------- | --------------- | ------------- | ------------ | -------- |
| Erster   | Jaroslav Bílek  | ø 41,7 km/std | Tschechien A |          |
| Zweiter  | František Trkal |               | Tschechien A |          |
| Dritter  | Pavel Padrnos   |               | Tschechien A |          |

| Etappe     | Start – Ziel                                                             | Etappensieger                                                         | Etappen- länge             | Fahrzeit |
| ---------- | ------------------------------------------------------------------------ | --------------------------------------------------------------------- | -------------------------- | -------- |
| Eröffnung  | 000Tábor a. Mannschaftszeitfahren b. Ausscheidungsfahren c. Punktefahren | ttt Tschechien A František Trkal Tschechien Vladimír Sádlo Tschechien | 001,6 km 016,0 km 016,0 km |          |
| 01. Etappe | Rund um Tábor                                                            | Frank Augustin Deutschland                                            | 177 km                     | 4:16:47  |
| 02. Etappe | Rund um Tábor                                                            | Lubor Tesař Tschechien                                                | 138 km                     | 3:24:39  |
| 03. Etappe | Tábor – Mladá Boleslav                                                   | František Trkal Tschechien                                            | 173 km                     | 4:00:07  |
| 04. Etappe | Rund in Mladá Boleslav                                                   | Lubor Tesař Tschechien                                                | 114 km                     | 2:50:49  |
| 05. Etappe | Mladá Boleslav – Trutnov                                                 | František Trkal Tschechien                                            | 150 km                     | 4:10:43  |
| 06. Etappe | Rund um Trutnov                                                          | Lubor Tesař Tschechien                                                | 144 km                     | 3:36:30  |
| 07. Etappe | Einzelzeitfahren in Trutnov                                              | Pavel Padrnos Tschechien                                              | 33 km                      | 2:43:55  |
| 08. Etappe | Trutnov – Nový Bor                                                       | Wolodymyr Duma Ukraine                                                | 195 km                     | 4:41:25  |
| 09. Etappe | Rund um Novy Bor                                                         | Christophe Mengin Frankreich                                          | 165 km                     | 4:19:31  |